# Jay Nordlinger
Jay Nordlinger (21 novembre 1963) è un giornalista statunitense.
È un editore senior della rivista conservatrice National Review fondata da William F. Buckley Jr. nel 1955. Scrive anche una rubrica per la pagina web della rivista online della National Review, chiamata “Impromptus”. Nordlinger parla di una grande varietà di temi, inclusi i diritti umani, ha anche scritto molto sulla Cina e su Cuba.
Nell'ultimo mese e mezzo della campagna presidenziale del 2000, Nordlinger lasciò momentaneamente la National Review per scrivere i discorsi a George W. Bush.
Nordlinger è anche un critico musicale, ha scritto sulla musica classica per The New Criterion e CityArts oltre che per National Review. Dal 2003 ha organizzato lezioni e interviste durante il Salzburg Festival.
Nell'anno 2007, la National Review Books ha pubblicato Here, There&Everywhere: CollectedWritings of JayNordlinger. Nel 2012 Encounter Books ha pubblicato il libro di Nordlinger intitolato Peace, TheySay: A History of the Nobel PeacePrize, the MostFamous and ControversialPrize of the World.
Norlinger vive a New York, però nacque ad AnnArbor, Michigan ed è solito fare riferimenti alla sua città natale, politicamente di sinistra, nella sua rubrica.

## Premi
Nel 2001, Nordlinger ricevette il premio Eric Breindel per l'Eccellenza nel Giornalismo di opinione. 1 Questo premio annuale è dato dalla News Corporation in onore del suo antico editore della pagina editoriale. Questo premio è pensato per quel giornalista che dimostri “amore per il suo paese e le sue istituzioni democratiche” e “ si fa testimone dei mali del totalitarismo”.
Sempre nel 2001, Nordlinger vinse il premio annuale della Chan Foundation for Journalism and Culture. Il premio, così come la sua fondazione, furono creati in onore di ZhuXi Chan, il giornale di Hong Kong le cui pagine raccontavano le notizie sulla Cina di Mao TseDong. Questo premio è creato per quel giornalista che “usa il suo talento per lavorare per la libertà e la democrazia in Cina”.